# Rainbow Warrior (schip, 1957)
De Rainbow Warrior, officieus Rainbow Warrior II, is een driemastschoener in dienst van milieuorganisatie Greenpeace. De Rainbow Warrior vaart officieel sinds 10 juli 1989, precies vier jaar na het zinken van haar gelijknamige voorganger, de Rainbow Warrior.
Het schip werd oorspronkelijk gebouwd in Selby (North Yorkshire) in 1957 als de trawler Ross Kashmir, later Grampian Fame. Het was oorspronkelijk 44 meter lang en had stoomaandrijving. In 1966 werd het schip verlengd tot 55,2 meter. Greenpeace voorzag het schip van nieuwe masten, een gaffel, een nieuwe motor en verschillende milieuontlastende apparaten.
Op 15 augustus 2011 wordt bekend dat Greenpeace het schip met pensioen stuurt. Vanaf september 2011 is het schip in dienst als hospitaalschip van hulporganisatie Friendship in Bangladesh. Het werd omgedoopt tot Rongdhonu. Dit is het Bengaalse woord voor regenboog. Het schip is opgevolgd door de Rainbow Warrior III.

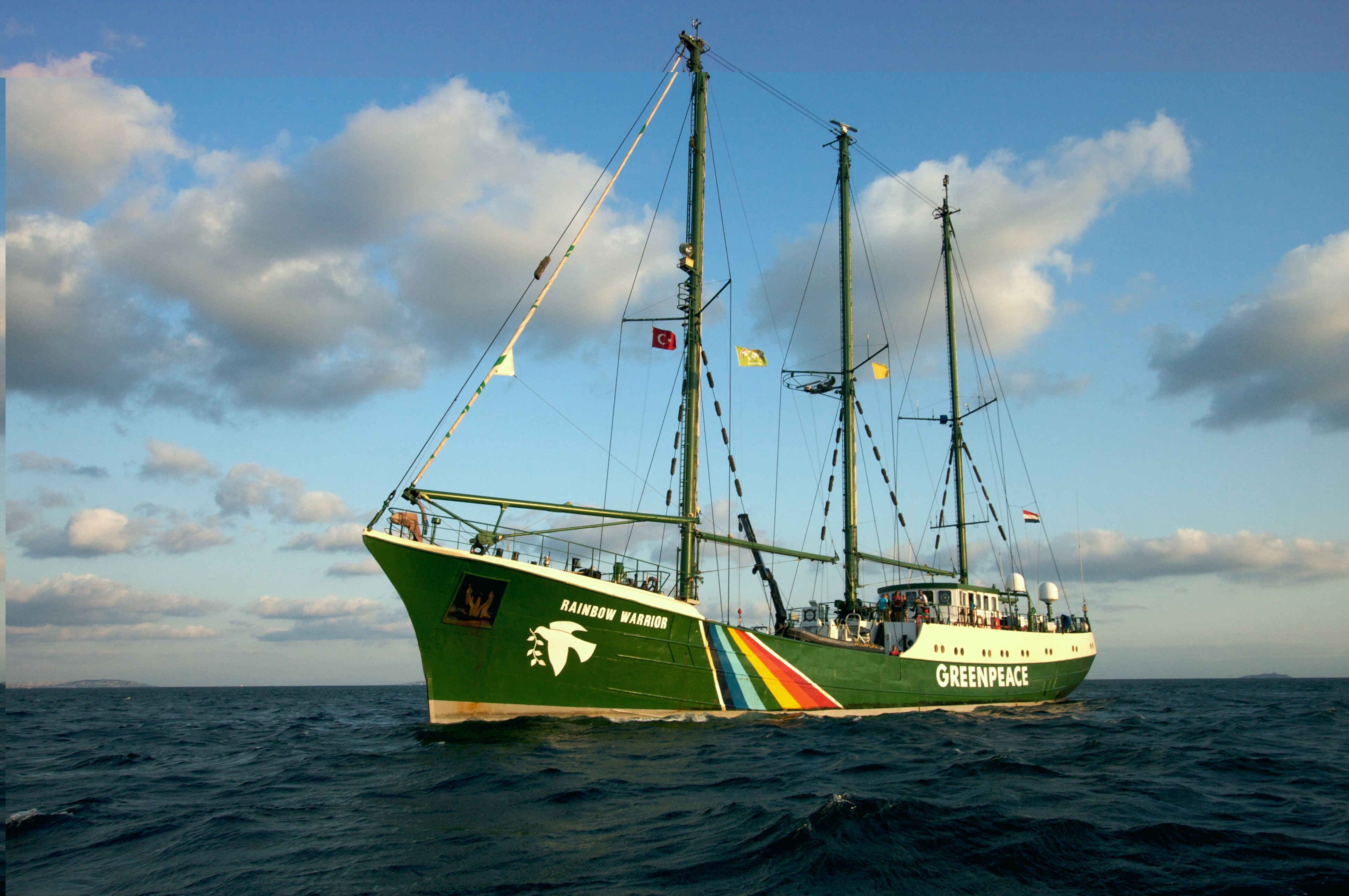
Op de Bosporus
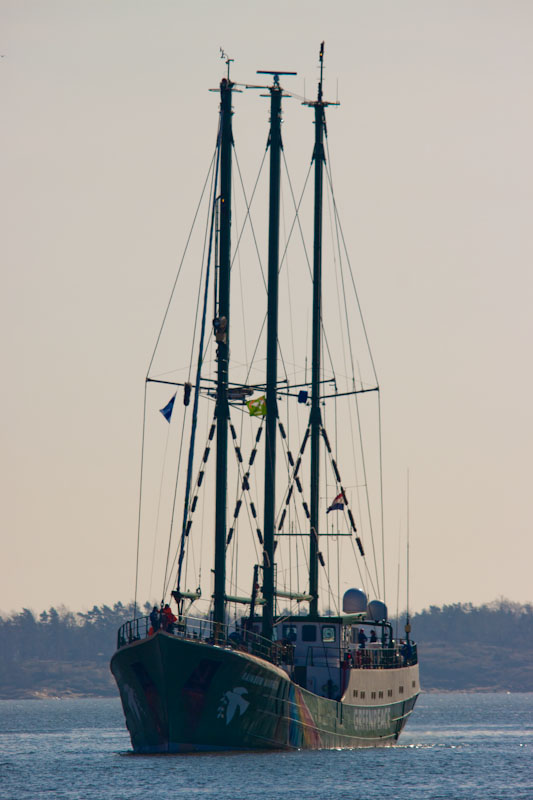
Nabij Helsinki
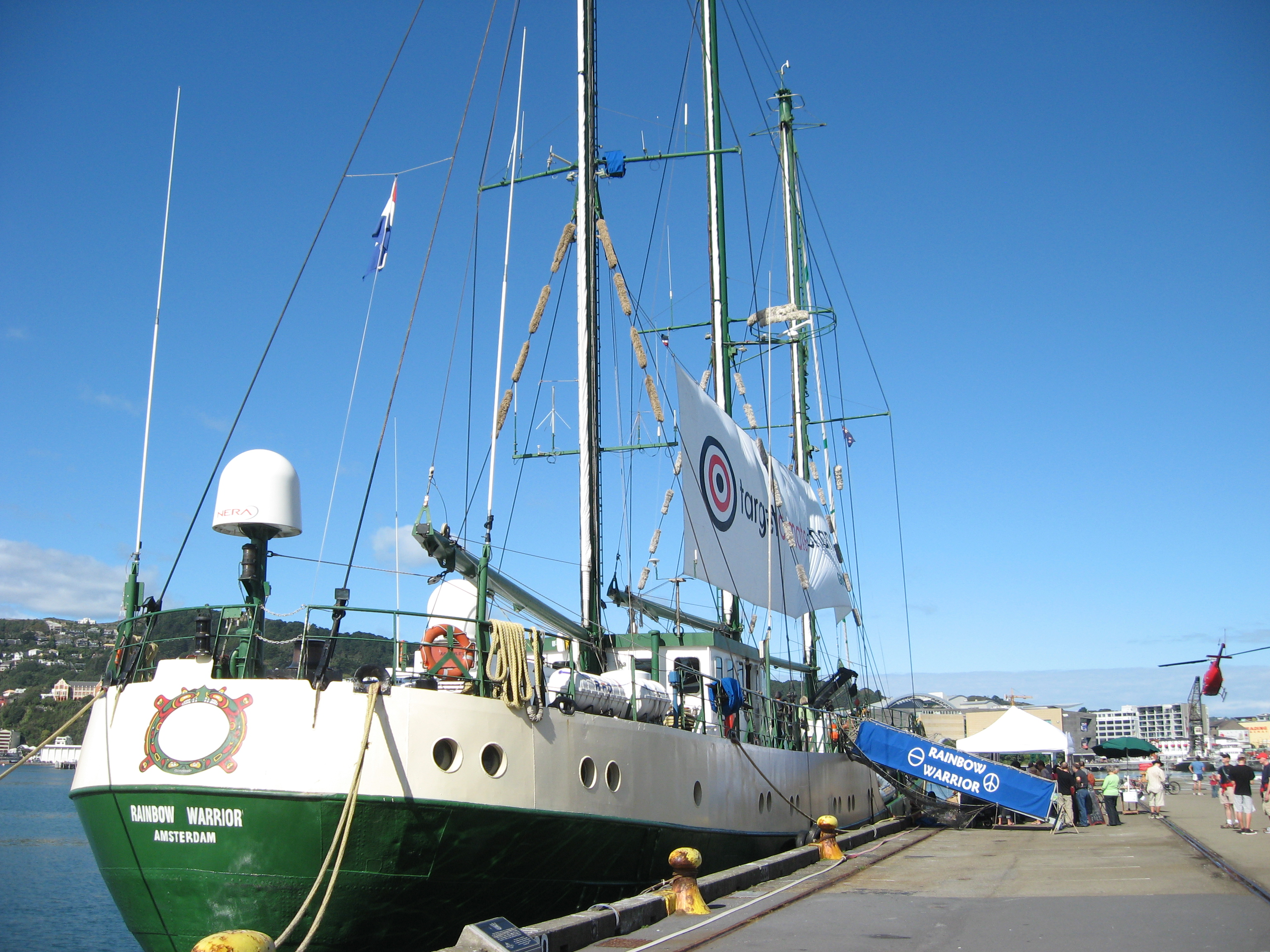
in Wellington